# NGC 4804
NGC 4804 је лентикуларна галаксија у сазвежђу Гавран која се налази на NGC листи објеката дубоког неба.
Деклинација објекта је - 12° 3' 17" а ректасцензија 12h 55m 49,6s. Привидна величина (магнитуда) објекта NGC 4804 износи 11,6 а фотографска магнитуда 12,6. Налази се на удаљености од 11,5000 милиона парсека од Сунца. NGC 4804 је још познат и под ознакама NGC 4802, MCG -2-33-61, IRAS 12532-1147, PGC 44087.